# Famille Jayyosi
 (septembre 2019).
La Famille Jayyosi ou Al-Jayyusi (en arabe : الجیوسي ; également orthographié Jayousi, Jayosi, Jayossi, Jayoosi, Jayyosi ou Jayyousi) est une famille politique palestinienne de premier plan dont les membres se sont distingués en tant que dirigeants, seigneurs locaux, généraux de l'armée et collecteurs d'impôts depuis le XVe siècle.
Ils étaient les chefs traditionnels du sous-district de Bani Sa'b (nahiya), qui comprenait les villages du trône de Kur et Kafr Sur ; Jayyus, le village dont le nom de clan a été dérivé ; et les villages de Qalqilya, Tayibe, Jinsafut, Kafr Zibad et Kafr Jammal, entre autres.

## Histoire
La famille Jayyosi a gouverné le sous-district de Bani Sa'b (nahiya) depuis le XVe siècle, pendant le règne de Burji Mamluk en Palestine. Lorsque la région passa sous domination ottomane, le clan continua de régner et les autorités ottomanes lui demandèrent de protéger la portion de route reliant Le Caire - Damas qui reliait Majdal Yaba à Qaqun. Témoignant de l'influence du clan Jayyosi, Bani Sa'b est le seul sous-district de Jabal Nablus de l'ère mamelouke à ne pas avoir été renommé.
La famille Jayyosi a construit et habité le village de Kur, capitale de leur fief, il y a environ 500 ans. En dépit des difficultés économiques et sociales causées par l'occupation israélienne (un tiers de ses habitants ont été forcés de quitter leur foyer par l'armée israélienne pendant la guerre des Six jours), ils restent les seuls habitants de la région. Le village du trône de Kur, situé au centre de Naplouse, dans le triangle des districts de Tulkarem et de Qalqilia, était l'ancien centre administratif du district de Bani Sa'b. Il reste aujourd'hui 29 bâtiments historiques dans le village.